# 農村景観
農村景観（のうそんけいかん、英語: rural landscape）とは、農村における景観のことである。農村景観は、自然景観（山林など）、施設景観（集落、道路、農地など）、生活景観（年中行事など）から構成され、農業に関連した土地利用の影響を受けて形成される。

## 農村景観の変容

### 日本
伝統的な日本の農村景観は、自然生態系を人間が農林業を営むうえで改変することで形成され、維持されてきた。自然生態系の地域差に伴い、農村景観にも地域性がみられた。
一方、高度経済成長期以降、農地の整備や転用、道路・河川等の社会資本の整備、住宅開発などにより農村景観は変容した。高度経済成長期までの農村では施設などハード面での機能整備が中心で、景観の整備はあまり考慮されていなかった。
1980年代以降は農村整備においても質的側面が重視されるようになり、政策面でも景観への関心が高まった。景観条例を制定する地方公共団体（都道府県および市町村）が増加したほか、2000年代になると景観法が施行され、景観計画の策定などにより景観保全が進められるようになった。また、文化財保護法の改正により文化財の対象として文化的景観が追加されたことも景観保全につながっている。
日本において農村景観への関心が高まった要因として、岡橋秀典は、開発や都市化により進行した景観の画一化への反省から地域性のある農村景観が再評価されるようになったこと、観光資源としての農村景観の重要性が認知されるようになったこと、農業を維持するために農村景観の重要性が主張されたこと、農村の居住環境の高さが評価されるようになったことを指摘している。